# Route nationale 637
Die Route nationale 637, kurz N 637 oder RN 637, war eine französische Nationalstraße, die von 1933 bis 1973 zwischen Pau und einer Straßenkreuzung mit der Nationalstraße 135 nördlich von Bagnères-de-Bigorre verlief. Ihre Länge betrug 56 Kilometer.